# Amshausen
Amshausen ist ein Ortsteil der Gemeinde Steinhagen in Nordrhein-Westfalen, Deutschland und gehört zum Kreis Gütersloh.
Amshausen hat rund 3100 Einwohner (Stand: 1. Januar 2022). Der Ortsteil ist eingeteilt in Ober- und Niederamshausen, die durch die ehemalige B 68 und heutige L 756 voneinander getrennt sind.
Zu erwähnen sind das Friedrich-von-Bodelschwingh-Haus mit angrenzendem Kindergarten, der Turn- und Sportverein (TSV) Amshausen, der Tennisclub (TC) Amshausen, die Begegnungsstätten Alte Feuerwehr und Landeplatz, die Freiwillige Feuerwehr, die Friedrichshöhe und die Firma Hörmann.

## Geschichte
Bis zur Franzosenzeit war Amshausen eine Bauerschaft in der Vogtei Halle im Amt Ravensberg der Grafschaft Ravensberg. Von 1807 bis 1810 gehörte Amshausen zum Kanton Halle des Königreichs Westphalen und von 1811 bis 1813 zum Kanton Brockhagen des Königreichs. 1816 kam die Gemeinde Amshausen zum Kreis Halle der preußischen Provinz Westfalen, in dem sie zum Amt Halle gehörte.
Am 1. Januar 1973 wurde Amshausen durch das Bielefeld-Gesetz nach Steinhagen eingemeindet.

### Einwohnerentwicklung
Nachfolgend dargestellt ist die Einwohnerentwicklung von Amshausen in der Zeit als selbständige Gemeinde im Kreis Halle (Westf.). In der Tabelle werden auch die Einwohnerzahlen von 1970 (Volkszählungsergebnis) und 1972 sowie des Ortsteils Amshausen im Jahr 2012 angegeben.

Bevölkerungsentwicklung in Amshausen
zwischen 1817 und 1965

| Jahr | Einwohner |
| ---- | --------- |
| 1799 | 0441      |
| 1817 | 0433      |
| 1900 | 0670      |
| 1939 | 1197      |
| 1946 | 1729      |
| 1961 | 2234      |
| 1965 | 3014      |
| 1970 | 3162      |
| 1972 | 3183      |
| 2012 | 3326      |
| 2019 | 3074      |
| 2022 | 3141      |